# Biskra (província)

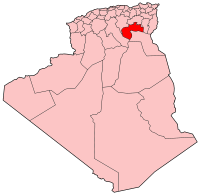
Mapa da Argélia mostrando a província de Biskra

É a principal wilaya dos chaouis (grupo de berberes) argelinos. A província possui 33 comunas e 721.356 habitantes (Censo de 2008). A capital chama-se igualmente Biskra.
Chamada Vescera pelos romanos, é conhecida pela altíssima qualidade das tâmaras produzidas ali.
A região possui várias estações termais, que são as principais atrações desta wilaya. Além disso há a cidade santa para o Islamismo - Sidi Okba, oásis célebres pela produção de tâmaras, além de campos militares Numidas, que datam dos séculos III e I a.C..
A capital Biskra foi, várias vezes em sua história, dominada por diferentes povos desde o século X, dentre eles os turcos, os árabes e diversos impérios da Tunísia e do Marrocos.

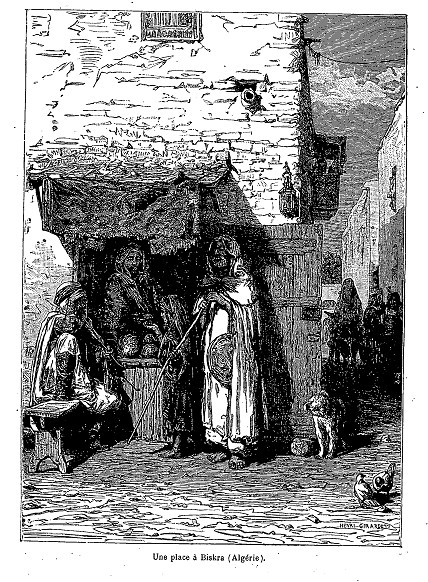
Biskra